# Кристин Римър
Кристин Римър (на английски: Christine Rimmer) е американска поетеса, драматург и много плодовита писателка на произведения в жанра любовен роман.

## Биография и творчество
Кристин Римър е родена на 28 януари 1950 г. в Калифорния, САЩ. Запалена читателка е от ранна възраст, но мечтае да бъде актриса. Получава бакалавърска степен по актьорско майсторство от Калифорнийския държавен университет в Сакраменто. След това се мести в Ню Йорк, за да продължи да учи за актьор. За да се издържа работи като сервитьор, барман, портиер, учител, модел, и актриса.
По-късно се премества в Южна Калифорния, където започва писателската си кариера с писане на разкази, пиеси и стихотворения. Публикува стихове и кратки разкази в различни малки литературни списания. Започва да пише романи през 1984 г.
Първият ѝ роман „The Road Home“ е публикуван през 1987 г.
За романите си е номинирана шест пъти за престижната награда „РИТА“ и пет пъти за наградата на списание „Романтично време“.
Кристин Римър живее със семейството си в Оклахома.

## Произведения

### Самостоятелни романи
- The Road Home (1987)
- No Turning Back (1988)
- Call it Fate (1988)
- Temporary Temptress (1990)
Предизвикателството, изд.: „Арлекин България“, София (1995), прев. Станислав Пенев
- Double Dare (1990)
- Hard Luck Lady (1991)
- Earth Angel (1991)
- Midsummer Madness (1992)
- Born Innocent (1993)
- Counterfeit Bride (1993)
- Cat's Cradle (1995)
- The Midnight Rider Takes a Bride (1997)
- Ralphie's Wives (2007)

### Серия „Джоунс Ганг“ (Jones Gang)
1. Wagered Woman (1993)
2. Man of the Mountain (1994)
3. Sweetbriar Summit (1994)
4. A Home for the Hunter (1994)
5. Sunshine and the Shadow Master (1995)
6. The Man, the Moon and the Marriage Vow (1996)
7. No Less Than a Lifetime (1996)
8. Honeymoon Hotline (1996)
9. A Hero for Sophie Jones (1998)
10. The Taming of Billy Jones (1998)
11. Husband in Training (1999)

### Серия „Удобно Ваш“ (Conveniently Yours)
1. The Nine-month Marriage (1997)
2. Marriage by Necessity (1998)
3. Practically Married (1998)
4. Married by Accident (1999)
5. The Millionaire She Married (2000)
6. The MD She Had to Marry (2000)
7. The Marriage Agreement (2001)
8. The Bravo Billionaire (2001)
9. The Marriage Conspiracy (2001)
10. His Executive Sweetheart (2002)
11. Mercury Rising (2002)
12. Scrooge and the Single Girl (2002)

### Серия „Булките на викингите“ (Viking Brides)
1. The Reluctant Princess (2003)
2. Prince and the Future... Dad? (2003)
3. The Marriage Medallion (2003)
4. The Man Behind the Mask (2004)

### Серия „Семейни връзки“ (Bravo Family Ties)
1. Fifty Ways to Say I'm Pregnant (2004)
2. Marrying Molly (2004)
3. Lori's Little Secret (2005)
4. Bravo Unwrapped (2005)
5. The Bravo Family Way (2006)
6. Married In Haste (2006)
7. From Here To Paternity (2007)
8. A Bravo Christmas Reunion (2007)
9. Valentine's Secret Child (2008)
10. Having Tanner Bravo's Baby (2008)
11. The Bravo Bachelor (2009)
12. A Bravo's Honor (2009)
13. Christmas at Bravo Ridge (2009)
14. Valentine Bride (2010)
15. A Bride for Jericho Bravo (2010)
16. Expecting the Boss's Baby (2010)
17. Donovan's Child (2011)
18. Marriage, Bravo Style! (2011)
19. A Bravo Homecoming (2011)
20. The Return of Bowie Bravo (2012)
21. Her Highness and the Bodyguard (2013)

### Серия „Кралски събития“ (Bravo Royales)
1. The Prince's Secret Baby (2012)
2. The Prince She Had to Marry (2012)
3. The Rancher's Christmas Princess (2012)
4. How to Marry a Princess (2013)
5. Holiday Royale (2013)
6. The Prince's Cinderella Bride (2014)
7. The Earl's Pregnant Bride (2014)
8. A Bravo Christmas Wedding (2014)

### Серия „Жените от Джъстис Крийк“ (Bravos of Justice Creek)
1. The Good Girl's Second Chance (2015)
2. Carter Bravo's Christmas Bride (2015)
3. James Bravo's Shotgun Bride (2016)
4. Ms. Bravo and the Boss (2016)
5. A Bravo for Christmas (2016)
6. The Lawman's Convenient Bride (2017)
7. Garrett Bravo's Runaway Bride (2017)
8. Married Till Christmas (2017)

### Участие в общи серии с други писатели

#### Серия „Близо до вкъщи“ (Close to Home)
- Slow Larkin's Revenge (1991)

#### Серия „Тази специална жена!“ (That Special Woman!)
- For the Baby's Sake (1994)

#### Серия „Децата на съдбата“ (Fortune's Children)
8. Wife Wanted (1997)

#### Серия „Рецепта за брак“ (Prescription Marriage)
3. Dr. Devastating (1998)
4. A Doctor's Vow (1999)

#### Серия „Монтана Маверик“ (Montana Mavericks)
- Cinderella's Big Sky Groom (1999)
- Stranded with the Groom (2004)
- McFarlane's Perfect Bride (2010)
- Million-Dollar Maverick (2014)

#### Серия „Тексаски магнати“ (Stockwells of Texas)
- The Tycoon's Instant Daughter (2001)

#### Серия „Мъже в униформа“ (Men in Uniform)
- The Marriage Conspiracy (2001)

#### Серия „Разказ за съседите“ (Talk of the Neighborhood)
- The Reluctant Cinderella (2006)

#### Серия „Монтана Маверик: Удар в богатството“ (Montana Mavericks: Striking it Rich)
- The Man Who Had Everything (2007)

#### Серия „Обратно в бизнеса“ (Back in Business)
1. In Bed With The Boss (2008)

#### Серия „Известни семейства“ (Famous Families)
- The Stranger and Tessa Jones (2008)

#### Серия „Каубой за всеки случай“ (Cowboy For Every Mood)
- Resisting Mr. Tall, Dark & Texan (2011)

#### Серия „Монтана Маверик: Завръщане в Садли“ (Montana Mavericks: Back in the Saddle)
- The Last Single Maverick (2012)

#### Серия „Монтана Маверик: Каубоите от „Руст Крийк“ (Montana Mavericks: Rust Creek Cowboys)
- Marooned with the Maverick (2013)
- The Maverick's Accidental Bride (2015)

#### Серия „Монтана Маверик: Бебето на Бонанза“ (Montana Mavericks: The Baby Bonanza)
1. Marriage, Maverick Style! (2016)

#### Серия „Наследството на Логан“ (Logan's Legacy)
- Rachel's Bundle of Joy (2017)

#### Серия „Монтана Маверик: Големият семеен сбор“ (Montana Mavericks: The Great Family Roundup)
- The Maverick Fakes a Bride! (2017)

#### Серия „Монтана Маверик: Ранчото на Самотното сърце“ (Montana Mavericks: The Lonelyhearts Ranch)
- A Maverick to (Re)Marry (2018)

### Сборници
- Montana Mavericks: Big Sky Brides (2000) – с Дженифър Грийн и Черил Сейнтджон
- Convenient Vows (2001) – с Лори Пейдж
- Montana Weddings (2001) – с Дженифър Грийн и Черил Сейнтджон
- One More Time (2003) – с Лин Греъм и Джейн Ан Кренц
- Mother by Design (2004) – със Сюзън Малъри и Лори Пейдж
- Almost to the Altar (2004) – с Лейни Банкс
- Secret Admirer (2005) – с Ан Мейджър и Карън Роуз Смит
- Millionaire Bridegrooms (2006) – с Пеги Морленд
- Her Fiance (2007) – с Алисън Лий
- Instant Family! (2007) – с Мари Ферарела